# Älvdalen
Älvdalen ist ein Ort in der Provinz Dalarnas län und der historischen Provinz Dalarna in Schweden. Er ist der Hauptort der Gemeinde Älvdalen.

## Wirtschaft
Von 1997 bis 1998 wurde hier der Sportwagen Ginetta G34 gebaut. Älvdalen ist weiterhin die Heimat des Musikinstrumentenbauers Albin Hagström.

## Partnerschaft
Seit 1975 ist das deutsche Ostseebad Schönberg (Holstein) Partnergemeinde von Älvdalen.

## Kultur
Älvdalen hat ein Hagströmmuseum, das Hagströms Gitarren und Akkordeons ausstellt. Hagström hat mit etwa 500 Mitarbeitern in den 1960er Jahren Gitarren hergestellt, die wegen Qualität und Design als Hagströmgitarren bekannt wurde. Außerdem wird im Museum auch eine Porphyrausstellung gezeigt.
Rots Skans ist Älvdalens Museumsdorf, wo es ca. 30 alte Gebäude gibt, die mit einigen Ausstellungsgegenständen das Leben vom 16. bis zum 19. Jahrhundert darstellen.
In den Wäldern um Älvdalen gibt es ein Netz von 140 km Sandwegen, die frei zugänglich sind und zu den Badeseen, Fischgewässern und Waldgebieten führen.
In Älvdalen finden sich außerdem Schneemobilpfade, Langlaufloipen (Wasalaufspur), Skiberge, Badeseen und der Fluss Österdalälven.

## Persönlichkeiten
- Sten Eriksson (* 1935), Biathlet
- Hillevi Martinpelto (* 1958), Opernsängerin
- Lars-Göran Halvarsson (* 1961), Skirennläufer
- Jimmy Sjödin (* 1977), Wasserspringer
- Sofia Hellqvist (* 1984), seit dem 13. Juni 2015 Prinzessin von Schweden, Ehefrau von Prinz Carl Philip von Schweden